# Williams FW18
A Williams FW18 egy Formula–1-es versenyautó, amelyet a Williams F1 tervezett az 1996-os Formula–1 világbajnokságra. Pilótái Damon Hill és az újonc Jacques Villeneuve voltak.
A kasztni alapvetően az előző évi továbbfejlesztése volt, főként az FIA által előírt új szabályoknak megfelelően. A versenyzők mélyebben ültek az autóban, ez megváltoztatta az autó súlypontját, s ez befolyásolta a kezelhetőséget. A Williams aerodinamikailag sokkal jobb autót épített, mint a rivális Benetton és Ferrari csapatok. A megbízhatósággal sem volt gond. Az idény 16 versenyéből tizenkettőt valamelyik Williams-pilóta nyerte meg, ebből Hill nyolcat, Villeneuve pedig négyet. Hill világbajnok lett az év végén, így Graham Hill-lel ők lettek az első apa-fia páros, akik mindketten Formula–1-es világbajnokok lettek.

## A szezon
A Williams megtartotta 1996-ra is Damon Hillt, akinek tapasztalatait felhasználták az új autó tervezése során. Ily módon nagymértékben építettek Hill vezetési stílusára, gyakorlatilag eköré épült a kasztni. Az újonc Villeneuve, a csapat szerencséjére, villámgyorsan alkalmazkodott az FW18-ashoz. A nyerő pároshoz nagyon jó megbízhatóság is társult: az év 2028 versenyköréből 1778-at teljesített a Williams, többet, mint bármelyik más csapat. Monaco és Monza volt az a két pálya, ahol egyik versenyzőjük sem állhatott fel a dobogóra.
A csapat sikeréhez a riválisok átmeneti meggyengülése is kellett. A Benetton ebben az évben vesztette el Michael Schumachert, aki több technikussal átment a Ferrarihoz, de a vörösök konstrukciója még megbízhatatlan volt abban az évben. Így gyakorlatilag a Williams két versenyzője volt az idény során harcban a világbajnoki címért, mely véglegesen a szezonzáró japán futamon dőlt el, amikor is Villeneuve-nek fel kellett adnia a futamot, mert elvesztette a jobb hátsó kerekét.
Ez, és Hill bajnokká avatása már azután történt, hogy Frank Williams meghozta a döntést arról, hogy Damon Hillt nem tartják meg a következő évre. Ugyanekkor jelentették be azt is, hogy Adrian Newey tervező is elhagyja a csapatot. Ekkor ért véget a Williams éveken keresztül tartó dominanciája, ugyanis 1997-ben már csak épphogy sikerült világbajnokoknak lenniük, 1998-ban pedig már futamokat sem tudtak nyerni (habár 2004-ig versenyképesek maradtak).

## Egyéb
Damon Hill a 2010-es bahreini nagydíjon demonstrációs jelleggel ismét az FW18-as volánja mögé ült és mutatta meg annak képességeit. Az autó szerepelt a Formula One Championship Edition, az F1 2013, 2017 és 2018 című játékokban, mint klasszikus versenyautó.

## Eredmények
(félkövérrel jelezve a pole pozíció, dőlt betűvel a leggyorsabb kör)
| Év   | Csapat                    | Motor       | Gumik | Pilóták            | 1   | 2   | 3   | 4   | 5   | 6   | 7   | 8   | 9   | 10  | 11  | 12  | 13  | 14  | 15  | 16  | Pontok | Helyezés |
| ---- | ------------------------- | ----------- | ----- | ------------------ | --- | --- | --- | --- | --- | --- | --- | --- | --- | --- | --- | --- | --- | --- | --- | --- | ------ | -------- |
| 1996 | Rothmans Williams Renault | Renault V10 | G     |                    | AUS | BRA | ARG | EUR | SMR | MON | ESP | CAN | FRA | GBR | GER | HUN | BEL | ITA | POR | JPN | 175    | 1.       |
| 1996 | Rothmans Williams Renault | Renault V10 | G     | Damon Hill         | 1   | 1   | 1   | 4   | 1   | KI  | KI  | 1   | 1   | KI  | 1   | 2   | 5   | KI  | 2   | 1   | 175    | 1.       |
| 1996 | Rothmans Williams Renault | Renault V10 | G     | Jacques Villeneuve | 2   | KI  | 2   | 1   | 11  | KI  | 3   | 2   | 2   | 1   | 3   | 1   | 2   | 7   | 1   | KI  | 175    | 1.       |

## Fordítás
Ez a szócikk részben vagy egészben  a   Williams FW18 című angol Wikipédia-szócikk ezen változatának fordításán alapul.  Az eredeti cikk szerkesztőit annak laptörténete sorolja fel. Ez a jelzés csupán a megfogalmazás eredetét és a szerzői jogokat jelzi, nem szolgál a cikkben szereplő információk forrásmegjelöléseként.